# Wilhelm Hallwachs (Politiker)
Konrad Wilhelm Hallwachs (auch: Wilhelm Konrad Hallwachs, auch: Conrad) (* 2. Juli 1786 in Darmstadt; † 27. Mai 1860 ebenda) war ein deutscher Politiker und von 1848 bis 1850 Außenminister des Großherzogtums Hessen.

## Familie
Hallwachs war der Sohn des Amtmanns Georg Hallwachs (1751–1797) und dessen Ehefrau Maria Katharina geborene Wagner. Georg Hallwachs und Friedrich Hallwachs waren seine Brüder.
Wilhelm Hallwachs war drei Mal verheiratet und zwar mit
1. Auguste Charlotte Wilhelmine Christina Lichthammer (1785–1852). Sie heirateten 1808, die Ehe wurde 1814 geschieden. Sie war die Tochter von Johann Wilhelm Lichthammer (1752–1815), Erster Stadtpfarrer und Inspektor in Darmstadt;
2. Auguste Marianne Höpfner (1789–1820). Sie heirateten 1817. Sie war die Tochter von Ludwig Julius Friedrich Höpfner (1743–1797), Richter in Gießen;
3. Maria Wilhelmina Sartorius (1794–1884), Tochter von Ernst Ludwig Sartorius (1754–1829), Professor und Prorektor am Gymnasium in Darmstadt. Sie heirateten 1821. Aus dieser Ehe gingen hervor:

- Ludwig Moritz Hermann Wilhelm Hallwachs (1826–1903), Geheimer Staatsrat, Landtagsabgeordneter
- Ernst Wilhelm Theodor Hallwachs (1828–1903), Postdirektor in Bensheim und
- Friedrich Reinhard Gottfried Adolf Hallwachs (1829–1886), Landrat, Kreisrat, Landtagsabgeordneter[3]

Aus seinen drei Ehen hatte er insgesamt 12 Kinder.

## Karriere
Ab 1804 studierte Wilhelm Hallwachs Rechtswissenschaft an der Universität Gießen, legte 1807 die Fakultätsprüfung ab und wurde zum Dr. jur. promoviert.
1808 wurde er Advokat am Hofgericht Darmstadt. 1815 trat er als Legationssekretär in das Ministerium des Auswärtigen und des Großherzoglichen Hauses des Großherzogtums Hessen ein, war ab 1816 Wirklicher Geheimer Legationssekretär, ab 1819 Legationsrat, ab 1823 Geheimer Legationsrat und ab 1830 Ministerialrat. In der gesamten Ära von Karl du Thil koordinierte Hallwachs den auswärtigen Dienst.
1848 war er Mitglied des Vorparlaments und wurde im Zuge der Revolution von 1848 im Großherzogtum Hessen Vorstand im Ministerium des Auswärtigen und des Großherzoglichen Hauses (Minister). Als mit der Ernennung von Reinhard Carl Friedrich von Dalwigk zum leitenden Minister 1850 die Reaktionsära begann, wobei Dalwigk auch das Außenministerium selbst übernahm, wurde Konrad Wilhelm Hallwachs zunächst in den Ruhestand geschickt, begleitet aber 1851 Dalwigk auf die Dresdener Konferenz. Ab 1852 war er Mitglied, ab 1856 oder 1857 Präsident des Staatsrats, ein Amt, das er bis zu seinem Tod 1860 innehatte.

## Weitere Aktivitäten
- 1813–1824 redigierte er die Großherzoglich Hessische politische Zeitung.
- 1817 war er Gründungsmitglied der Vereinigten Gesellschaft (Kasino),
- 1830 Mitgründer der Lesegesellschaft in Darmstadt[12] und
- 1835/1836 Mitbegründer des Vereins für Wissenschaft, Literatur und Kunst in Darmstadt.

## Ehrungen
- 1839 Geheimrat[13]
- 1840 Kommandeurkreuz des belgischen Leopoldordens[14]
- 1842 Kommandeurkreuzes II. Klasse des Ludewigsordens[15]
- 1843 Preußischer Roter Adlerorden II. Klasse[16]
- 1845 Kommandeurkreuz des portugiesischen Christusordens[17]
- 1847 Kommandeurkreuz I. Klasse des Ludewigsordens[18]
- 1848 Geheimer Staatsrat[19]
- 1853 wurde ihm das Prädikat „Exzellenz“ verliehen.[20]
- 1857 Großkreuz des Verdienstordens Philipps des Großmütigen[21]